# National Lampoon's European Vacation
National Lampoon's European Vacation, originalmente dado o título de trabalho de Vacation '2' Europe (Brasil: Loucas Aventuras de uma Família Americana na Europa ou Férias Frustradas II; em Portugal: Que Paródia de Férias! Perigo: Americanos na Europa) é um filme de comédia de 1985. É o segundo filme da série Vacation, dirigido por Amy Heckerling, com Chevy Chase e Beverly D'Angelo no elenco. Dana Hill e Jason Lively substituiram Dana Barron e Anthony Michael Hall, no papel das crianças Audrey Griswold e Rusty. Depois de Anthony Michael Hall não querer repetir seu papel (em vez disso, ele decidiu participar de Weird Science), os produtores decidiram trocar as crianças. Dana Hill sofria de diabetes, o que fez com que a cena do pesadelo de Audrey fosse difícil de gravar. Dana teve que ser muito cuidadosa para não engolir toda a comida que no filme, ela deveria estar comendo.
O filme é o único filme da série a creditar o nome da família grafada como "Griswald", em vez de "Griswold", e que o único filme que não tem o personagem primo Eddie.

## Sinopse
A família Griswold compete em um game show chamado Pig in a Poke e ganha uma viagem para todos com as despesas pagas na Europa. Em um rápido tour da Europa Ocidental, o caos de todos os tipos se segue. Eles ficam em um pulgueiro em Londres com  Cockney (Mel Smith), um recepcionista desleixado. Com seu carro alugado inglês, um amarelo Austin Maxi, Clark leva a família interminavelmente girando em torno da movimentada rotunda da Lambeth Bridge durante horas, incapaz de manobrar para fora do tráfego. Sua tendência a dirigir no lado errado da estrada provoca acidentes freqüentes, incluindo bater acidentalmente sobre um ciclista (Eric Idle), que reaparece ao longo do filme. No Stonehenge, Clark bate o carro em uma antiga pedra monólito, derrubando todas as pedras como peças de dominó, que eles nem sequer percebem enquanto eles alegremente deixam o local.
Em Paris, a família usa boinas, fazendo Rusty ser provocado por mulheres jovens na Torre Eiffel no deck de observação. Clark se oferece para se livrar da boina para Rusty, mas quando ele joga fora,  um dachshund de outro visitante confunde com um Frisbee e pula da torre atrás dela. Mais tarde, Rusty encontra uma prostituta em um obsceno local de dança em Paris. A câmera de vídeo da família é roubada por um transeunte que Clark pediu para tirar uma foto da família. Clark também consegue insultar cada cidadão nativo com seu terrível francês.
Em seguida, em uma aldeia alemã, os Griswolds se encontram com um casal de idosos desnorteados (Willy Millowitsch, Erika Wackernagel), que, por engano, acham que são parentes, mas que acabam proporcionando-lhes o jantar e hospedagem de qualquer maneira, não sendo capazes de falar a língua um do outro. Clark consegue transformar uma animada performance de dança folclórica da Baviera em uma briga de rua completa, depois que ele, enquanto fugiam às pressas, derruba vários estandes de vendedores de rua e tem seu Citroën DS preso em um arco medieval demasiado estreito.
Em Roma, o Griswolds alugam um carro em uma agência de viagens, mas sem o conhecimento deles, os homens responsáveis são ladrões, mantendo cativo o gerente real. O líder dos ladrões (Victor Lanoux) dá-lhes um carro com o gerente no porta-malas, alegando que ele perdeu as chaves do carro. No dia seguinte, Ellen fica chocada ao descobrir que, vídeos sensuais privados de sua câmera de vídeo roubados da família têm sido usados em um outdoor anunciando um filme pornográfico, deixando-a completamente humilhada. Depois de gritar com raiva para Clark (que tinha lhe dito que ele tinha apagado o vídeo), Ellen sai de seu hotel, onde ela encontra o ladrão que lhes alugou o carro. Ela confessa seus problemas recentes, ainda sem saber que ele é um criminoso. O homem, então, tenta obter dela as chaves do carro, que estão em sua bolsa, mas não consegue. Quando a polícia chega no hotel, ele seqüestra Ellen, levando Clark a resgatá-la. No voo de volta para os EUA, Clark acidentalmente faz com que o avião derrube a tocha da Estátua da Liberdade de cabeça para baixo.

## Elenco
- Chevy Chase como Clark Griswold
- Beverly D'Angelo como Ellen Griswold
- Dana Hill como Audrey Griswold
- Jason Lively como Russell "Rusty" Griswold
- John Astin como Kent Winkdale
- Mel Smith como Gerente do London Hotel
- Gwen Nelson como Mãe do Gerente do Hotel
- Robbie Coltrane como Homem no banheiro
- Maureen Lipman como Mulher na cama
- William Zabka como Jack
- Willy Millowitsch como Herr Spitz
- Erika Wackernagel como Frau Spitz
- Paul McDowell como primeiro motorista inglês
- Ballard Berkeley como segundo motorista inglês
- Eric Idle como o cavaleiro da bicicleta
- Victor Lanoux como o ladrão
- Massimo Sarchielli como o outro ladrão
- Moon Unit Zappa como namorada de Rusty na Califórnia
- Claudia Neidig como namorada de Rusty na Alemanha

## Marcos e locais
Monumentos famosos e pontos turísticos que aparecem como os passeios familiares na Inglaterra, França, Alemanha Ocidental e Itália incluem:
- Tower Bridge
- Lambeth Bridge Roundabout (Clark dirige o carro no anel interno e não pode sair do tráfego)
- Palácio de Buckingham
- Aeroporto de Londres Heathrow
- Big Ben (que Clark anuncia repetidamente para as crianças em cada laço em torno da rotunda Lambeth Bridge)
- Palácio de Westminster
- Stonehenge (que eles acidentalmente derrubam com seu carro, como peças de dominó)
- Paris' Left Bank
- Torre Eiffel
- Museu do Louvre
- Catedral de Notre-Dame de Paris
- Coliseu de Roma
- Escadarias da Praça da Espanha

Outros locais utilizados no filme incluem:
- Estátua da Liberdade (a tocha da qual o avião se choca contra e derruba)
- Notting Hill (onde Clark corre sobre o personagem de Eric Idle)

Cenas supostamente ocorrendo na Alemanha Ocidental foram, na verdade, gravações na parte de língua alemã da Itália (Bressanone).

## Trilha sonora
Trilha sonora do filme foi composta por Charles Fox, que substituiu Ralph Burns, do primeiro filme. "Holiday Road" de Lindsey Buckingham foi mais uma vez caracterizada como música-tema do filme, com a trilha sonora, incluindo muitas outras canções contemporâneas.
1. "Holiday Road" por Lindsey Buckingham
2. "Some Like It Hot" por Power Station
3. "Town Called Malice" por The Jam
4. "Problèmes d'amour" por Alexander Robotnick
5. "Ça plane pour moi" por Plastic Bertrand
6. "Pig In a Poke" por Danny Gould
7. "Baby It's You, Yes I Am" por Danger Zone
8. "New Looks" por Dr. John
9. "Back in America" por Network

## Recepção

### Bilheteria
O filme estreou em 26 de julho de 1985 em 1,546 cinemas nos Estados Unidos e arrecadou US$12,329,627 em sua semana de estreia, número um nas bilheterias. Depois de sua temporada inicial, o filme arrecadou um total de US$49,364,621 no mercado interno.

### Resposta da crítica
O filme recebeu críticas negativas. Site Rotten Tomatoes dá ao filme uma pontuação de 38%, com base nas avaliações dos 21 críticos, com uma média de 4.7 de 10.
Janet Maslin do The New York Times pensou positivamente do filme afirmando: "Embora seja muito mais uma recauchutagem, ele consegue acompanhar humor do primeiro filme, com mais de uma veia similar." Ela acrescentou: "melhor humor visual do filme surge a partir da mera justaposição de definições europeias com os chapéus engraçados, camisetas e latas de refrigerante com o qual o Griswalds anunciar sua presença." revista de entretenimento Variety deu ao filme uma crítica negativa, explicando "Como a família de personagens plantar bananeiras por Londres, Paris, Itália e Alemanha - com o francês deliciosamente levando no queixo por sua arrogância e grosseria - diretora Amy Heckerling se empolga com humor físico, deixando os turistas americanos crescer no cansativo e previsível. Estruturalmente, o filme se desenrola como uma série de folhetos de viagem".